# نیزه‌نوک‌ها
نیزه‌نوک‌ها (نام علمی: Doryfera) نام یک سرده از زیرخانواده مگس‌مرغیان است.
گونه ها:
- نیزه‌نوک پیشانی‌آبی (Doryfera johannae)
- نیزه‌نوک پیشانی‌سبز (Doryfera ludovicae)